# Mistrzostwa Europy w Zapasach 1931
12. Mistrzostwa Europy w zapasach odbyły się w 1931 roku w Pradze (ówczesna Pierwsza Republika Czechosłowacka) w stylu klasycznym, a w stylu wolnym w Budapeszcie (ówczesne Królestwo Węgier).

## Styl klasyczny

### Medaliści
| Konkurencja | Złoto              | Srebro           | Brąz             |
| ----------- | ------------------ | ---------------- | ---------------- |
| -56 kg      | Herman Tuvesson    | Kurt Leucht      | Marcello Nizzola |
| -61 kg      | Kustaa Pihlajamäki | Sebastian Hering | Jindřich Maudr   |
| -66 kg      | Eduard Sperling    | Voldemar Väli    | Arild Dahl       |
| -72 kg      | Mikko Nordling     | Albert Kusnets   | Gunnar Glans     |
| -79 kg      | Ivar Johansson     | Väinö Kokkinen   | Viktor Kavals    |
| -87 kg      | Onni Pellinen      | Rudolf Svensson  | Anton Vogedes    |
| +87 kg      | Calle Westergren   | Hjalmar Nyström  | Georg Gehring    |

### Tabela medalowa
| Lp. | Państwo        | Złoto | Srebro | Brąz |
| --- | -------------- | ----- | ------ | ---- |
| 1   | Finlandia      | 3     | 2      | 0    |
| 2   | Szwecja        | 3     | 1      | 1    |
| 3   | Niemcy         | 1     | 2      | 2    |
| 4   | Estonia        | 0     | 2      | 0    |
| 5   | Włochy         | 0     | 0      | 1    |
|     | Czechosłowacja | 0     | 0      | 1    |
|     | Norwegia       | 0     | 0      | 1    |
|     | Łotwa          | 0     | 0      | 1    |

## Styl wolny

### Medaliści
| Konkurencja | Złoto                | Srebro             | Brąz           |
| ----------- | -------------------- | ------------------ | -------------- |
| -56 kg      | Ödön Zombori         | Pierre Mollin      | Bror Wingren   |
| -61 kg      | Hermanni Pihlajamäki | Jean Chasson       | János Fehér    |
| -66 kg      | Hans Minder          | Kustaa Pihlajamäki | A. Delos       |
| -72 kg      | Jean Földeák         | Gyula Zombori      | Charles Pacôme |
| -79 kg      | Ernst Kyburz         | Péter Glavanov     | Kyösti Luukko  |
| -87 kg      | József Tunyogi       | Sanfrid Söderqvist | Bernard Deferm |
| +87 kg      | Willy Bürki          | Léon Charlier      | József Varga   |

### Tabela medalowa
| Lp. | Państwo    | Złoto | Srebro | Brąz |
| --- | ---------- | ----- | ------ | ---- |
| 1   | Szwajcaria | 3     | 0      | 0    |
| 2   | Węgry      | 2     | 2      | 2    |
| 3   | Finlandia  | 1     | 1      | 1    |
| 4   | Niemcy     | 1     | 0      | 0    |
| 5   | Belgia     | 0     | 2      | 1    |
| 6   | Francja    | 0     | 1      | 2    |
| 7   | Szwecja    | 0     | 1      | 1    |